# 계산과학센터역
계산과학센터 역(일본어: 計算科学センター駅, けいさんかがくせんたーえき 게이산카가쿠센타에키[*])은 일본 효고현 고베시 주오구에 있는 고베 신교통 포트 아일랜드 선 (포트 라이너)의 역으로 역 번호는 P08이며 2011년 7월에 옛 명칭인 "포트 아일랜드 미나미 역"에서 현재의 역명으로 변경되었으며 인근의 고베 동물 왕국이 위치하여 "고베 동물 왕국"의 부역명이 붙어 있다.

## 역사
- 2006년 2월 2일: 포트 아일랜드선 연장 사업에 따라 포트 아일랜드 미나미 역으로 영업 개시.
- 2011년 7월 1일: 역명을 케이 컴퓨터 마에 역으로 변경.
- 2014년 7월 1일: 명명권 스폰서 계약에 의하여 "고베 동물 왕국"의 부역명을 부기하고 계약 기간은 3년임.
- 2021년 6월 19일: 역명을 계산과학센터 역으로 변경.

## 역 구조
섬식 승강장 1면 2선의 고가역이다. 역 동쪽의 고베 공항 방향에 인상선이 존재하고 악천후 등 여러 가지 이유들 때문에 고베 스카이 브리지를 주행할 수 없는 경우의 회차에 대비하고 있다. 2016년 3월 28일의 다이아 개정으로 이 입환선을 사용하여 정기 회송 열차가 설정되었다.
역사는 2층이 대합실, 3층이 승강장이다. 역사의 지붕은 물결치는 모양이다. 개찰 내에는 엘리베이터, 에스컬레이터, 다목적 화장실 등이 있다. 도로를 낀 북쪽의 보도에는 육교에 의해서 연결되고 역 남쪽에는 엘리베이터와 에스컬레이터가 설치되어 있다.
본 역의 역 스탬프는, 산노미야 역의 인포메이션(정기권 매장)에 보관되어 있으며 역명 변경과 동시에 스탬프도 새롭게 되었다.

### 승강장
| 1 | 고베 공항 방면                                   |
| 2 | 산노미야 방면・나카후토 방면(시민히로바 역 환승) |

## 역 주변
본 역 주변은 옆의 이료 센터 역과 함께 고베 의료 산업도시로 지정되었고 연구 시설이 진출하고 있다.
- 이화학 연구소 계산 과학 연구 기구
- 차세대 슈퍼 컴퓨터 "K" - 본 역의 역명 유래가 되었다.
- 계산 과학 센터 빌딩
- 1F계산 과학 진흥 재단 고도 계산 과학 연구 지원 센터(FOCUS)
- 3-7F 효고 현립 대학 고베 정보 과학 캠퍼스 - 대학원 시뮬레이션 학연구과 및 응용 정보 과학 연구과
- 고베 대학 통합 연구 거점
- 계산 과학 교육 센터
- 차세대 바이오 의약품 제조 거점 아넥스동
- 차세대 바이오 의약품 제조 기술 연구 조합 GMP시설
- 고난 대학 프런티어 사이언스 학부
- 고베 의료기기 개발 센터(MEDDEC)
- 고베 동물 왕국(옛, 고베 화조원)
- 포트 아일랜드 골프 클럽
- CAT파크
- 니치이 학회
- 고베 인큐베이션 오피스(KIO)

## 사진

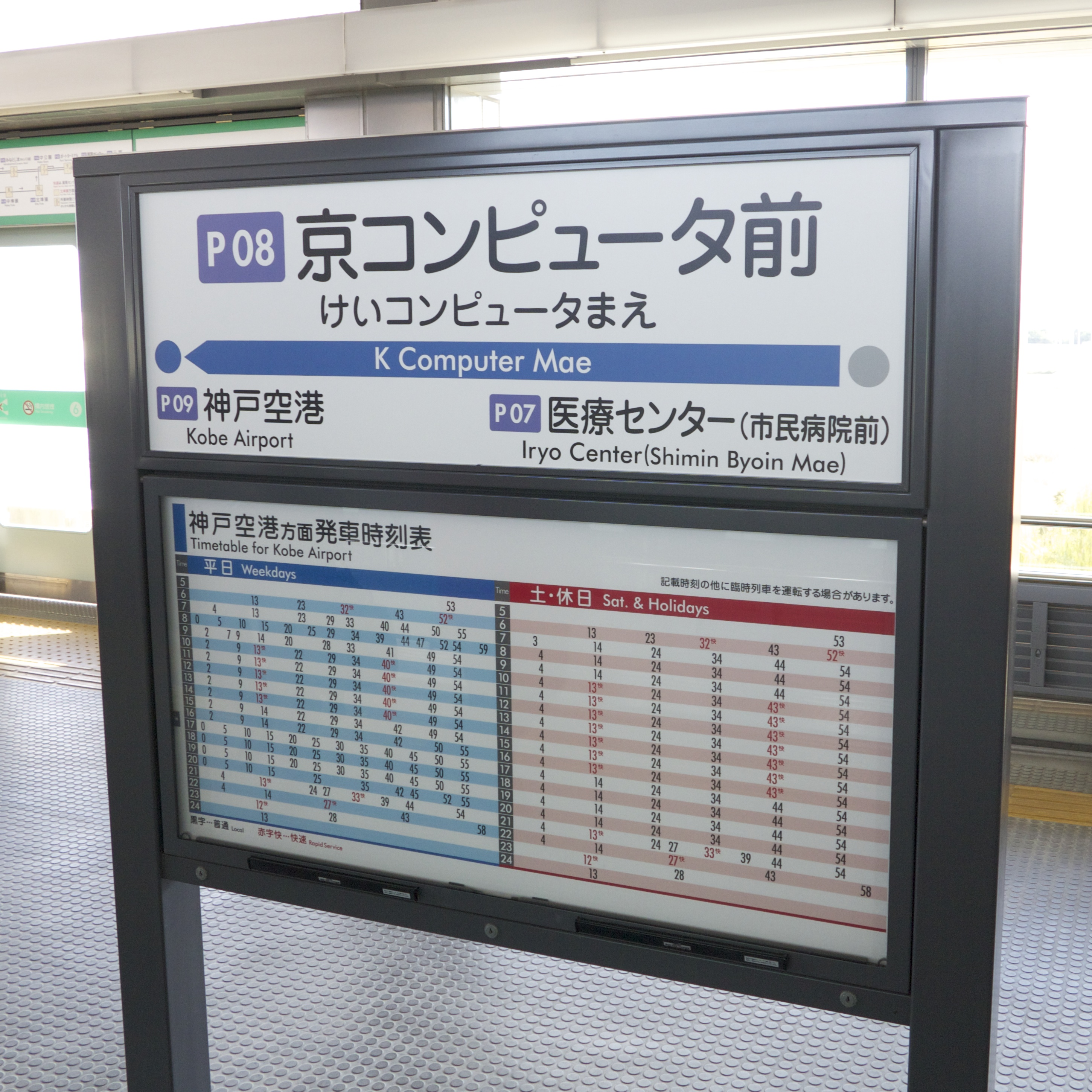
역명판

## 인접역
| 고베 신교통 ■ 포트 아일랜드 선 | 고베 신교통 ■ 포트 아일랜드 선 | 고베 신교통 ■ 포트 아일랜드 선 |
| ------------------------------ | ------------------------------ | ------------------------------ |
| P07 이료 센터 산노미야 방면    |                                | 고베 공항 P09 고베 공항 방면   |